# Inferno (Mélusine)
Pour les articles homonymes, voir Inferno.
Inferno est le 3e album de bande dessinée mettant en scène le personnage de Mélusine, sorti en 1996. Les dessins sont de Clarke et le scénario de Gilson.

## Synopsis
L'album est composé de 32 gags d'une page chacun, de deux de deux pages et de trois de trois pages, dont le dernier qui donne son nom à l'album : Mélusine et sa tante Adrazelle invoquent les forces des ténèbres et rescussitent les morts pour… une partie d'échecs.

## Source
- www.bedetheque.com, « Mélusine » (consulté le 17 août 2008)